# Freie Ukraine
Der Verband Freie Ukraine (vollständig: Verband deutscher Förderer der ukrainischen Freiheitsbestrebungen) war ein 1915 gegründeter deutscher Verein zur Förderung der Lostrennung der Ukraine von Russland.

## Geschichte
Die Gründungsversammlung fand am 11. Dezember 1915 im Verhandlungssaal des Preußischen Abgeordnetenhauses statt. Zu den Gründungsmitgliedern zählten Emil Kirdorf, Alfred Hugenberg, Konstantin Freiherr von Gebsattel und Falk Schupp, der von 1915 bis 1918 Generalsekretär des Verbandes war.
1916 zählte der Verein 125 Mitglieder. Unter anderem der Staatsminister Dr. von Richter, General Siemens, Staatsminister Dr. von Hentig, Wirkl. Geheimrat Graf Moltke und der Geheime Bergrat Prof. Dr. Fritz Frech.
Der Verband gab eine Zeitschrift Osteuropäische Zukunft heraus. Diese und andere Publikationen druckte insbesondere der J.F. Lehmanns Verlag. Im Januar 1916 verlegte er seine Geschäftsstelle von München nach Berlin, in die Räume des Preußischen Kriegsministeriums.
Mit der Oktoberrevolution und der späteren Gründung der Sowjetunion waren die Ziele des Verbands vorläufig auf Eis gelegt und er stellte im Dezember 1917 seine Tätigkeit ein.

## Ziele
Hauptanliegen war die Propagierung der wirtschaftlichen Bedeutung der Ukraine in Politik-, Wirtschaft- und Pressekreisen, die wiederum als „Multiplikatoren“ wirken sollten. Dazu fanden Vortrags- und Diskussionsabende statt. Die ideologische Basis stammte von Paul Rohrbach, der mit einer „Dekompositionstheorie“ die russische Macht durch Entwicklung des Nationalismus der russischen Fremdvölker brechen wollte.
Rohrbach schrieb 1916 in seinem weitverbreiten „Weltpolitischen Wanderbuch“:

„Ohne die Ukraine ist Rußand nicht Rußland, hat es kein Eisen, keine Kohle, kein Korn, keine Häfen! [...] Alles große Leben in Rußland muß versiegen, wenn ein Feind die Ukraina packt [...] Wenn aber der Tag kommt, wo Rußland das Schicksal herausfordert, und dann hat zufällig dort, wo bei uns die Entscheidungen getroffen werden, jemand so viel Kenntnis von den Dingen und so viel Entschlossenheit, daß die er die ukrainische Bewegung richtig loszubinden weiß - dann, ja dann könnte Rußland zertrümmert werden. Wer Kijew hat, kann Rußland zwingen!“

In einer Selbstdarstellung von 1916 der Verbandszeitung Osteuropäische Zukunft heißt es:

„Der Weg nach Osten und Südosten ist frei geworden. Damit hat sich für Deutschlands Handel und Industrie eine neue Bahn aufgetan.“

In einem Einladungstext schrieb der Verband 1916, es gehe darum in der Ukraine „unübersehbare Naturschätze zu heben“ und dort lebe „das 39 Millionen-Volk der Ukrainer, das [...] sich danach sehnt, völlig befreit und staatlich neu geformt, unser Bundesgenosse zu werden“.
In einer Grußadresse für ukrainische Kriegsgefangene vom März 1916 hieß es das der Verband die Bedeutung der ukrainischen Frage nicht nur in der „Schwächung“ des gemeinsamen Feindes Rußlands erblickt, sondern auch in der Sicherung Europas gegen eine „russische Invasion“.
Eine  1917 als Sonderdruck der Osteuropäischen Zukunft erschienene Denkschrift, stellte fest: „Nur in der Ukraine - nicht im Zentrum und im Norden - ist Rußland tödlich zu treffen“, die „Vorschiebung der Besetzungsgrenze bis zur Donezlinie [...] würde Rußland zum langsamen Ersticken verurteilen“.